# Istenszülő elszenderedése fatemplom (Homapatak)
A homapataki Istenszülő elszenderedése fatemplom műemlékké nyilvánított épület Romániában, Temes megyében. A romániai műemlékek jegyzékében az  TM-II-m-B-06240 sorszámon szerepel.